# Paciano
Paciano är en ort och kommun i provinsen Perugia i regionen Umbrien i Italien. Kommunen hade 979 invånare (2018).